# Морський яструб (фільм, 1941)
«Морський яструб»(рос. «Морской ястреб») — радянський художній фільм 1941 року режисера Володимира Брауна. Вийшов на екрани в січні 1942.

## Сюжет
Останні дні напередодні німецько-радянської війни. В Чорному морі німецький підводний човен, замаскований під вітрильник торгового флоту, нападає на іноземні торгові судна і топить їх. З кожного з потоплених суден по одній людині вони забирають до себе на борт і вони стають свідками нових злочинів.
Радянські моряки дізнаються про човен і на перехоплення «пірата» відправляється радянських торгове судно «Вятка», переобладнане у військовий корабель. Артилерійські установки на кораблі замасковані, команда з кращих військових моряків переодягнена в цивільну форму. 21 червня 1941 «Вятка» зустрічається з «піратом». Німецький капітан повідомляє сигналами прохання зупиниться і надати допомогу. Німецький капітан хоче поповнити запас провізії і відправляє на «Вятки» двох помічників для переговорів. Помічники повертаються на борт і доповідають: їм не вдалося вивідати про судно, вантаж і наявність провізії. «Пірат» відкриває по «В'ятці» артилерійський вогонь, «Вятка» теж відповідає вогнем і від другого пострілу, який був проведений повз судна вітрильник несподівано вибухає і тоне. Радянський капітан віддає наказ команді закамуфлювати судно під лісовоз «Морський яструб». До ранку 22 червня робота закінчена. У цей день піратський підводний човен торпедує судно. Команда «Морського яструба» швидко закривши пробоїну імітує переполох і пожежу, після чого залишає судно…

## У ролях
- Іван Переверзєв — Олександр Найдьонов
- Андрій Файт — командир німецького підводного човна
- Леонід Кміт — Ласточкин, комендор
- Людмила Морозова — Людмила, дружина Найдьонова
- Кирило Поздняк — Степан Микитович Поздняков
- Михайло Гродський — Грін
- Ганс Клерінг — офіцер
- Чеслав Сушкевич — Карпенко, матрос
- Іван Бобров — Ваня, кочегар
- Леон Рахленко — контр-адмірал
- Микола Коміссаров — Свердруп, помічник капітана «Ундини»
- Осип Абдулов — Іван Якимович
- Євген Агеєв — Середін, старпом
- Анатолій Нікітін — Кашкін, матрос
- Григорій Михайлов — епізод
- Андрій Сова — рульовий на «В'ятці»
- Олексій Долинин — матрос
- Віктор Проклов — матрос-кочегар
- Олег Ліпкин — матрос
- Андрій Мірошниченко — кок
- Микола Волков — полонений капітан (немає в титрах)
- Еммануїл Геллер — полонений капітан (немає в титрах)

## Творча група
- Автори сценарію: Микола Шпанов, Андрій Михайловський
- Режисер-постановник: Володимир Браун
- Оператори-постановники: Яків Куліш, Г. Шабанов
- Художник-постановник: Михайло Юферов
- Композитор: Генрик Варс, Юрій Мілютін (музика до пісні)
- Автор тексту пісні «Морський яструб» (рос. Уходит от берега «Ястреб морской»...): Євген Долматовський
- Звукооператор: Григорій Коренблюм
- Асистенти режисера: В. Вікторов, Арон Гершкович, І. Ейдельман, Людмила Дзенькевич, А. Бронфман
- Оператор: Григорій Айзенберг
- 2-й оператор: І. Кононенко
- Художник: В. Іоанно
- Директор картини: Михайло Шор

## Історія зйомок
Знімати фільм почали до початку німецько-радянської війни на Одеській кіностудії. З початком війни фільм продовжували знімати вже під час бомбардування міста. Знімальна група фільму покидала Одесу морем однією з останніх, коли Одеську залізницю вже перерізали. Решта зйомок фільму проходили в Новоросійську, Махачкалі, Ташкенті.